# Русские песни. Послесловие
«Русские песни. Послесловие» — третий полноформатный альбом российской группы «Аффинаж». Концептуальная работа из девяти композиций, продолжающая тематику и настроение предыдущего лонгплея — «Русские песни». Релиз состоялся в 2016 году.
Кроме музыкантов группы «Аффинаж», в записи альбома приняли участие рок-бард Бранимир, поэтесса и исполнительница трип-хопа Sheridan, певица и гусляр Ольга Глазова, солистка группы «Карелия» Ника Гаврилова и музыкант Азат Килов.

## История создания
После выхода в 2015 году «Русских песен» группа планировала приступить к записи «Сделай море». Однако в связи с появлением нескольких композиций, настроением и наполнением продолжающих заданную в «Русских песнях» тему, музыканты решили выпустить к ним «Послесловие» — короткий эпилог из трёх-четырёх произведений, который в процессе работы разросся до полноценного альбома со своей концепцией.
19 декабря 2015 года на сцене пространства «Арт-мансарда 4'33''» в Санкт-Петербурге состоялась закрытая презентация новой программы — предпоказ альбома в формате аудиоспектакля. Вместе с постоянным составом группы в концерте участвовала вокалистка и гусляр Ольга Глазова.
17 января 2016 года «Аффинаж» совместно со студией «Film Division» представили видео-сингл к новому релизу — «Мечта (single-version)». Сам альбом был выпущен 26 января. Релиз состоялся как на интернет-площадках (ВКонтакте, iTunes, Google Play, Bandcamp), так и на физических носителях. Подарочное CD-издание альбома содержало интерлюдии с рассказанной от первого лица историей главного героя, 12-страничный иллюстрированный буклет и бонус-трек «Мечта (single-version)».
29 января «Русские песни. Послесловие» представили в Санкт-Петербурге в клубе «The Place», а 4 февраля состоялась презентация в прямом эфире программы «Живые» на «Своём Радио».

## Концепция
В полной версии релиза каждой песне предшествует прозаический фрагмент повествования от лица главного героя, озвученный Эмом Калининым. Интерлюдии, дополняя основные музыкальные произведения, постепенно раскрывают историю персонажа — солдата Вани, который погружается в воспоминания о детстве, семье и родных краях, грёзах о победе в войне, о возвращении домой и любви. Однако, вернувшись и ничего из того, к чему стремился, не застав, остаётся с горстью светлых воспоминаний и мечтой.
По словам Калинина, формирующей для релиза оказалась композиция «Май», которая придумалась предпоследней. Когда она добавилась в альбом, он перестал быть просто набором песен, появилась история.

## Реакция
Сергей Мезенов из Colta.ru отметил, что «Послесловие» вышло не столько продолжением или развитием, сколько своеобразным постскриптумом. Причина, по его словам, в чётко просматриваемом различии: «в «Русские песни» «Аффинаж» забрал всё самое страстное и отчаянное, а на «Послесловие» оставил всё тихое и лирическое». По мнению обозревателя, из-за этого, возможно, неоправданно, но кажется, что «тихое и лирическое группе было не очень-то по душе». Мезенов считает, что если бы материал был распределён равномернее, выиграли бы оба альбома.

## Список композиций
Все тексты написаны Михаилом Калининым.
| №                   | Название                       | Участвующие исполнители                     | Длительность |
| ------------------- | ------------------------------ | ------------------------------------------- | ------------ |
| 1.                  | «Чего найдёшь первое»          | Азат Килов — туба                           | 4:36         |
| 2.                  | «Птица-счастье» (ft. Бранимир) | Бранимир — вокал                            | 4:40         |
| 3.                  | «Май»                          |                                             | 5:41         |
| 4.                  | «Пиджачок»                     |                                             | 3:13         |
| 5.                  | «Ваня (Версия II)»             |                                             | 3:56         |
| 6.                  | «Безымянная» (ft. Карелия)     | Ника Гаврилова — вокал                      | 4:59         |
| 7.                  | «Нет имени»                    | Ольга Глазова — вокал, гусли                | 7:12         |
| 8.                  | «Речка» (ft. Маша Sheridan)    | Маша Sheridan — вокал Ольга Глазова — гусли | 5:00         |
| 9.                  | «Мечта»                        |                                             | 4:31         |
| Общая длительность: | Общая длительность:            | Общая длительность:                         | 43:48        |

В расширенную версию альбома «Русские песни. Послесловие», выпущенную на физических носителях, входит также бонус-трек «Мечта (single-version)» и интерлюдии с историей главного героя.
Первая версия песни «Ваня» в 2013 году была выпущена на EP «Дети» — втором мини-альбоме группы «Аффинаж».

## Участники записи
- Александр Корюковец — баян
- Сергей Шиляев — бас, бэк-вокал
- Саша Ом — тромбон, гитара, бэк-вокал, перкуссии
- Эм Калинин — гитара, укулеле, вокал, тексты
- Бранимир — голос («Птица-счастье»)
- Маша Sheridan — голос («Речка»)
- Ольга Глазова — голос («Нет имени»), гусли («Нет имени», «Речка»)
- Ника Гаврилова («Карелия») — голос («Безымянная»)
- Азат Килов — туба («Чего найдёшь первое»)

Сведением и мастерингом альбома занимался Владимир Ляшенко, записью вокала, ударных — Андрей Авдонин (AARecords), оформлением буклета, иллюстрациями — Влада Аксёнова.